# Brietzig
Brietzig ist eine Gemeinde im Landkreis Vorpommern-Greifswald im Osten Mecklenburg-Vorpommerns (Deutschland). Sie gehört zum Amt Uecker-Randow-Tal, das von der Stadtverwaltung in Pasewalk betreut wird.

## Geografie
Brietzig liegt an der Landesgrenze zu Brandenburg, sieben Kilometer südwestlich von Pasewalk und einen Kilometer westlich der Uecker in leicht hügeligem Gebiet.
Umgeben wird Brietzig von den Nachbargemeinden Schönwalde und Papendorf im Norden, Rollwitz im Osten sowie Uckerland im Süden und Westen.
Zu Brietzig gehört der Ortsteil Starkshof.

## Geschichte
Am 25. Juli 1952 wurde Brietzig zusammen mit anderen Gemeinden aus dem brandenburgischen Landkreis Prenzlau herausgelöst und dem Kreis Pasewalk im Bezirk Neubrandenburg zugeordnet.

## Politik

### Gemeindevertretung und Bürgermeister
Der Gemeinderat besteht (inkl. Bürgermeister) aus sieben Mitgliedern. Die Wahl zum Gemeinderat am 26. Mai 2019 hatte folgende Ergebnisse:
| Partei/Bewerber             | Prozent | Sitze |
| --------------------------- | ------- | ----- |
| Wählergemeinschaft Brietzig | 72,84   | 4     |
| Einzelbewerber Märten       | 15,52   | 1     |
| Einzelbewerberin Griebenow  | 11,64   | 1     |

Bürgermeister der Gemeinde ist Paul Wesslowski.

### Wappen, Flagge, Dienstsiegel
Die Gemeinde verfügt über kein amtlich genehmigtes Hoheitszeichen, weder Wappen noch Flagge. Als Dienstsiegel wird das kleine Landessiegel mit dem Wappenbild des Landesteils Vorpommern geführt. Es zeigt einen aufgerichteten Greifen mit aufgeworfenem Schweif und der Umschrift „GEMEINDE BRIETZIG * LANDKREIS VORPOMMERN-GREIFSWALD“.

## Sehenswürdigkeiten
- Der Ort ist durch seine alte Bausubstanz gekennzeichnet.
- Die Dorfkirche in Brietzig ist ein rechteckiger Feldsteinbau aus dem 13. Jahrhundert. 1865 kam der Westturm aus Backstein dazu, der Innenraum wurde 1730 erneuert. Sie war jahrelang wegen Baufälligkeit gesperrt. Nach einem Notsicherungsprogramm am Dach und am Kirchenschiff wurde 2001 mit umfangreichen Instandsetzungsarbeiten begonnen.

## Verkehrsanbindung
Nördlich der Gemeinde führen die Ostseeautobahn A 20 mit der Auffahrt "Pasewalk-Nord" und die Bundesstraße 104 (Pasewalk – Neubrandenburg) vorbei. Dorthin führt die Kreisstraße 93. 
Südlich der Gemeinde führt die Landesstraße 256 nach Werbelow (Ortsteil von Uckerland, Brandenburg).